# Banari
Banari – miejscowość i gmina we Włoszech, w regionie Sardynia, w prowincji Sassari. Graniczy z Bessude, Florinas, Ittiri i Siligo.
Według danych na rok 2004 gminę zamieszkiwało 678 osób, 32,3 os./km².